# Ludwig Franz von Krosigk
Ludwig Franz von Krosigk (* 28. Januar 1781 in Poplitz; † 22. Juni 1821 in Breslau) war ein preußischer Major.

## Leben
Ludwig (Louis) Franz von Krosigk stammte aus dem Adelsgeschlecht Krosigk. Er war ein Sohn von Ferdinand Anton von Krosigk (1743–1805) und dessen Ehefrau Dorothea Luise, geborene von Cramm (* 12. Juni 1753 in Sambleben; † 23. Mai 1824 in Poplitz). Zu Krosigks Brüdern zählten Dedo, Heinrich, Ernst, Friedrich und Anton Emil von Krosigk.
Krosigk heiratete in Groß Lauth, Ostpreußen, am 7. August 1811 Bertha, geborene von Brederlow (* 6. Mai 1794 in Groß Lauth; † 6. Februar 1828 in Berlin). Aus dieser Ehe gingen die Kinder Theophila (1812–1874), Hermann (1815–1868), Eduard (1816–1871), Rudolf (1817–1874) und Ernst (1820–1820) hervor. Krosigk war Kommandeur des I. Bataillons im 2. Schlesischen Infanterie-Regiment. Er starb 1821 im 41. Lebensjahr in Breslau, an den Folgen einer Verwundung, die er 1814 in der Schlacht bei Montmirail erhalten hatte.